# Carl Wilhelm Schumacher

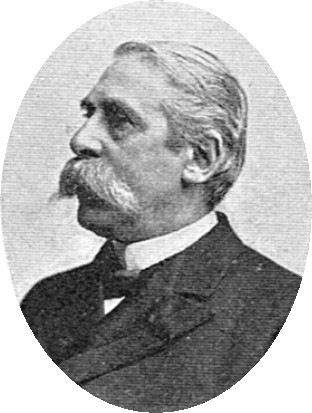
C.W. Schumacher.

Carl Johan Wilhelm Schumacher, född 16 juli 1840 i Köpenhamn, död 1915, var en dansk-svensk bagare och näringsidkare. 

## Biografi

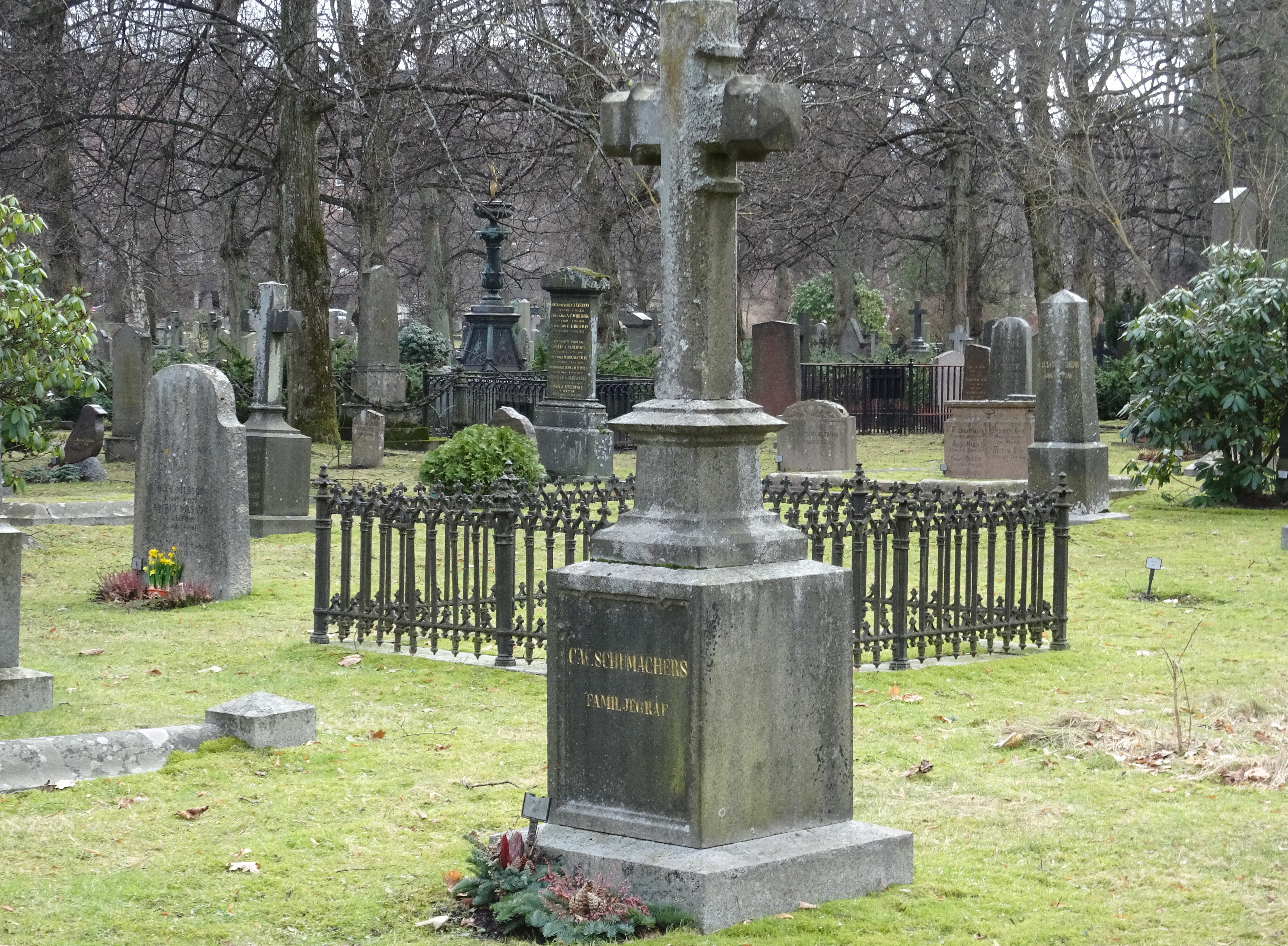
C.W. Schumachers familjegrav, mars 2021.

Schumacher var elev vid Svenné Langkjers handelsakademi i Köpenhamn 1858–1859. Han startade och var innehavare av Danska ångbageriet (sedermera Schumachers bageri) vid Norrlandsgatan i Stockholm från 1863. Han blev svensk medborgare samma år, erhöll burskap som borgare i Stockholm 1864 och blev kunglig hovleverantör 1880. Han var styrelseledamot i AB Stora Bryggeriet 1890–1904 och kyrkorådsledamot i Jakobs församling från 1897. Schumacher fann sin sista vila på Norra begravningsplatsen där han gravsattes den 14 mars 1915.